# Dan Serfaty
Pour les articles homonymes, voir Serfaty.
 (juin 2014).
Dan Serfaty (né le 5 février 1966 à Strasbourg) est un chef d'entreprise français, cofondateur avec Thierry Lunati du réseau social professionnel Viadeo en 2004. Il est président d'Artur'In

## Biographie
Après une classe préparatoire au lycée Kléber, Dan Serfaty sort diplômé d’HEC Paris en 1987 (spécialité entrepreneur) et commence sa carrière professionnelle avec deux ans en tant que chef de produit chez Danone en Italie.
En 1990, Dan Serfaty se lance dans l'entrepreneuriat avec la reprise et le redressement de l’entreprise Dimo dans le secteur touristique, qu’il revend trois ans plus tard. En 1992, il fonde une société (GEN), spécialisée dans la distribution de produits textiles en provenance d'Asie, qu’il développe et revend à son associé en 1999.
En 2000, avec deux amis, Marc Reeb et Thierry Lunati, il s’associe à Créadev, fonds de la famille Mulliez, pour lancer un nouveau concept dans le monde du private equity : Agregator, plate-forme de mutualisation capitalistique pour entrepreneurs, qui prend la forme d’un club dont l’ensemble des membres sont tous associés capitalistiquement.
Dans le contexte de ce club formant un réseau de 400 membres, il fonde avec Guillaume-Olivier Doré le réseau social professionnel Viaduc en 2004. Celui-ci est renommé Viadeo en 2007.
Après avoir piloté la croissance du réseau social pendant 10 ans, il démissionne de ses fonctions le 15 janvier 2016 et est remplacé par Renier Lemmens, ancien président de Paypal Europe. Ce changement a lieu dans un contexte compliqué pour Viadeo, qui fait face à la concurrence féroce de LinkedIn et une introduction en Bourse difficile. Un an après son départ, soit le 29 novembre 2016, le réseau social est placé en redressement judiciaire et cède ses actifs le 23 décembre 2016 à une filiale du Figaro.
Un an après avoir quitté Viadeo, fin 2016, Dan crée MyPassPro, plus tard renommée Artur'In, un service de Marketing digital destiné aux TPE-PME basé sur de l'intelligence artificielle En Décembre 2020, la start-up comptait 150 salariés et près de 3 000 clients

## Vie privée
Dan Serfaty est marié et a trois enfants. Son frère est l'écrivain Thierry Serfaty. 
Début 2020, il prend la co-Présidence du Keren Hayessod France, association caritative dont la mission est de réduire la fracture sociale en Israël. Quelques mois plus tard, il rejoint le Board of Governors de l'Agence Juive pour Israël